# ندية عملاقة
ندية عملاقة (الاسم العلمي:Drosera gigantea) هي نوع من النباتات تتبع جنس الندية من الفصيلة الندوية.